# Schwarzmühle (Steinwiesen)
Schwarzmühle ist ein Gemeindeteil des Marktes Steinwiesen im Landkreis Kronach (Oberfranken, Bayern).

## Geographie
Die ursprüngliche Mühle liegt am linken Ufer der Rodach. 300 Meter östlich befindet sich das Wohnhaus Schwarzmühle an der Kreisstraße KC 34, die nach Schlegelshaid (2,6 km östlich) bzw. zur Staatsstraße 2207 verläuft (0,3 km westlich).

## Geschichte
Mit dem Gemeindeedikt wurde Schwarzmühle dem 1808 gebildeten Steuerdistrikt Steinwiesen und der 1818 gebildeten Ruralgemeinde Steinwiesen zugewiesen.

### Baudenkmal
- Mühle

### Einwohnerentwicklung
| Jahr      | 001818 | 001871 | 001925 | 001950 | 001961 | 001970 | 001987 |
| Einwohner |        | 0      | 8      | 7      | 6      | 0      | 0      |
| Häuser    | 1      |        | 1      | 1      | 1      |        | 1      |
| Quelle    | [ 4 ]  | [ 6 ]  | [ 7 ]  | [ 8 ]  | [ 9 ]  | [ 10 ] | [ 1 ]  |

## Religion
Der Ort ist römisch-katholisch geprägt und war ursprünglich nach Mariä Geburt (Steinwiesen) gepfarrt. Seit den 1950er Jahren sind die Katholiken in die Kuratie St. Michael (Nurn) gepfarrt.